# Schalenmodell (Kernphysik)
Das Schalenmodell in der Kernphysik ist ein Modell des Aufbaus von Atomkernen. Es stützt sich auf quantenmechanische Gesetzmäßigkeiten, vor allem auf die Drehimpuls-Quantisierung und das Pauli-Prinzip, und erklärt so z. B. erfolgreich die magischen Zahlen.

## Beschreibung
Während das Tröpfchenmodell den Atomkern mit einem Wassertropfen vergleicht, dessen Verhalten im Wesentlichen mit der klassischen Mechanik beschrieben werden kann, betrachtet das Schalenmodell die einzelnen Nukleonen und ihre Bewegung in einem Potentialfeld nach den Regeln der Quantenmechanik, ähnlich wie das Schalenmodell für Elektronen in der Atomhülle. Proton und Neutron haben wie das Elektron die Spinquantenzahl 1⁄2. Jedoch gibt es wichtige Unterschiede zur Atomhülle:
- der Atomkern besteht aus zwei verschiedenen Teilchenarten,
- es gibt kein gemeinsames Kraftzentrum des Potentials, sondern das Feld, das auf ein einzelnes Teilchen wirkt, wird von den übrigen Teilchen erzeugt,
- zwischen den Nukleonen wirken viel stärkere Kräfte.

Gut geeignet zur Beschreibung erscheint ein Woods-Saxon-Potential. Da sich dieses aber nur numerisch behandeln lässt, wählt man zur analytischen Behandlung beispielsweise ein ähnlich verlaufendes modifiziertes Potential eines harmonischen Oszillators.

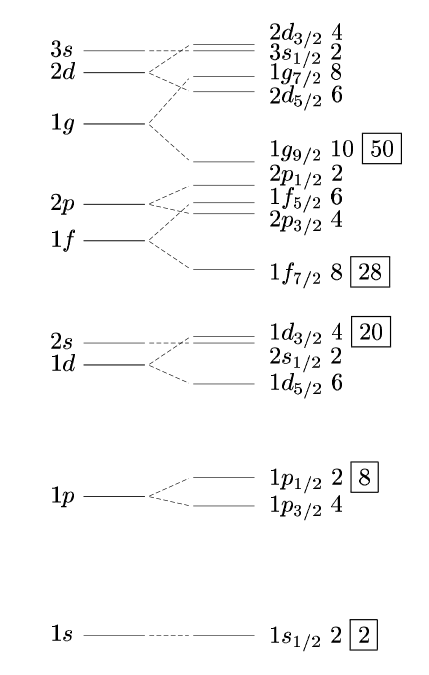
Energie-Niveaus nach dem Einteilchen-Schalenmodell – links ohne, rechts mit Spin-Bahn-Wechselwirkung. Die Nummern rechts neben den Niveaus geben die Multiplizität (2j+1) an. Die Zahlen in Kästen sind die „magischen Zahlen“. In einem reinen Oszillator-Potential hätten 1d, 2s sowie 1f, 2p und 1g, 2d, 3s jeweils gleiche Energien.

Man erhält als Lösungen der Schrödingergleichung diskrete Energieniveaus, die je nach Quantenzahlen bestimmte Anzahlen von Teilchen aufnehmen können; sie werden – in Anlehnung an die Beschreibung der Atomhülle – als „Schalen“ bezeichnet. Da sich das Potential im Atomkern deutlich vom Coulomb-Potential des Atoms unterscheidet, sind die Schalen im Atomkern aber anders angeordnet. Wenn man mit {\displaystyle N} die Zahl der Knoten in der radialen Wellenfunktion bezeichnet (radiale Quantenzahl) und mit {\displaystyle \ell } die Bahndrehimpulsquantenzahl, dann haben im atomaren Coulomb-Potential Niveaus mit gleichem {\displaystyle n=N+\ell +1} („Hauptquantenzahl“) näherungsweise gleiche Energien. Man beschreibt die Schalen daher als Kombinationen {\displaystyle n\ell }. Im Potential des Atomkerns hingegen haben Niveaus mit gleichem {\displaystyle 2N+\ell } näherungsweise gleiche Energien; Schalen im Kern beschreibt man als Kombinationen {\displaystyle (N\!+\!1)\ell }. Wie in der Atomphysik verwendet man für {\displaystyle \ell =0,1,2,3,4,\ldots } die Buchstaben s, p, d, f, g, … Die Schale mit {\displaystyle N\!=\!0,\ell \!=\!1} heißt in der Atomphysik somit 2p, in der Kernphysik hingegen 1p.
Diese Niveaus – mit Ausnahme der s-Niveaus mit {\displaystyle \ell =0} – werden durch die Spin-Bahn-Kopplung in zwei Unterniveaus mit Gesamtdrehimpuls {\displaystyle j=\ell +{\tfrac {1}{2}}} und {\displaystyle j=\ell -{\tfrac {1}{2}}} aufgespalten. In der Atomphysik ist dies eine kleine Korrektur; in der Kernphysik aber von großer Bedeutung.
Die Niveaus für Protonen und Neutronen sind nicht die gleichen, denn die elektrische Ladung der Protonen sorgt durch die gegenseitige Abstoßung dafür, dass die Protonen-Niveaus etwas höher liegen als die der Neutronen. Bei den meisten Nukliden (bis hinauf zu etwa 80 Protonen) sind die Abstände der Niveaus untereinander aber für Protonen und Neutronen annähernd gleich, die beiden Niveauschemata sind also im Wesentlichen nur gegeneinander verschoben. Dies lässt sich an Spiegelkernen bestätigen.  Dieser Verschiebung entspricht im Tröpfchenmodell der Coulomb-Anteil.

## Die magischen Zahlen
Die Anzahl gleicher Teilchen, die sich auf einer Schale befinden können, wird begrenzt durch das Pauli-Prinzip. Die 1s-Schale z. B. ist mit zwei Nukleonen bereits voll besetzt, und ein hinzukommendes Nukleon „muss“ die 1p-Schale mit entsprechend höherer Energie besetzen.
Wenn in einem Kern alle Protonen- oder Neutronenschalen entweder vollständig gefüllt oder leer sind, ist dies eine besonders stabile Konfiguration, vergleichbar den Edelgasen in der Chemie; die besondere Stabilität zeigt sich in vielen Eigenschaften und Messgrößen. Solche Kerne werden auch magische Kerne genannt. Die magischen Zahlen, die an natürlich vorkommenden Nukliden beobachtet werden, sind:
| 2 | 8 | 14 | 20 | 28 | 50 | 82 |     | Protonen  |
| 2 | 8 | 14 | 20 | 28 | 50 | 82 | 126 | Neutronen |

(Die Zahl 14 ist nach neueren Erkenntnissen magisch, wird in Lehrbüchern aber meist noch nicht als magisch gelistet.)
Kerne, bei denen sowohl Protonen- als auch Neutronenzahl magisch sind, heißen doppelt magisch. Beispiele sind Helium-4 (2 Protonen, 2 Neutronen) oder Calcium-48 (20 Protonen, 28 Neutronen).
Die magischen Zahlen unterscheiden sich von den entsprechenden Zahlen in der Atomhülle. Ein Grund dafür ist die unterschiedliche Form des Potentials. So bilden in der Atomphysik zwei Elektronen (1s) die erste Schale, acht weitere (2s und 2p) die nächste. Im Kern hingegen bilden zwei Protonen oder Neutronen (1s) die erste Schale, sechs weitere (1p) die nächste. Ein weiterer Grund ist die Spin-Bahn-Kopplung. Sie entspricht der Feinstrukturaufspaltung der Elektronenniveaus im Atom, ist im Atomkern aber sowohl absolut als auch relativ weitaus größer als bei Hüllenelektronen, vor allem bei großen Werten von {\displaystyle \ell }. Ein Beispiel ist die Aufspaltung des 1f-Niveaus mit {\displaystyle \ell =3}. Mit der Spinquantenzahl {\displaystyle s=1/2} ergeben sich als mögliche Gesamtdrehimpulse {\displaystyle j=\ell \pm s} die Werte {\displaystyle 5/2} und {\displaystyle 7/2}, wobei {\displaystyle j=7/2} energetisch deutlich tiefer liegt als {\displaystyle j=5/2}. Sind alle Zustände mit {\displaystyle j=7/2} besetzt, so erhält man eine besonders stabile Konfiguration bei der magischen Zahl 28.
Entsprechend sind die magischen Zahlen 50, 82 und 126 auf die Spin-Bahn-Kopplungen der 1g-, 1h- und 1i-Orbitale zurückzuführen.

## Kernspin und Parität
Das Schalenmodell sagt auch den Kernspin und die positive oder negative Parität für den Grundzustand sehr vieler Nuklide richtig voraus.
Alle Kerne mit gerader Protonenzahl und gerader Neutronenzahl (gg-Kerne) haben im Grundzustand den Spin Null und positive Parität JP = 0+. Man kann dies analog zur 2. Hundschen Regel der Atomphysik erklären: im Atom werden mit wachsender Elektronenzahl zunächst die einzelnen Orbitale einer {\displaystyle n\ell }-Unterschale (z. B. px, py, pz) mit je einem Elektron aufgefüllt und danach erst mit einem zweiten, weil sich die Elektronen gegenseitig abstoßen und möglichst „auf Abstand bleiben“. Nukleonen im Kern hingegen ziehen sich an. Deshalb füllen möglichst je zwei Protonen bzw. Neutronen ein Orbital und haben dann zusammen Spin 0 und positive Parität.
In Kernen mit ungerader Nukleonenzahl (gu oder ug) bestimmt nach dem Schalenmodell das „überzählige“ (ungepaarte) Nukleon die Quantenzahlen des Kerns. Ein Beispiel sind die Kerne mit ungerader Protonen- oder Neutronenzahl nahe der „magischen“ Zahl 20. Unterhalb von 20 beobachtet man die Quantenzahlen 3⁄2+, entsprechend einem Nukleon im Zustand 1d3/2, oberhalb von 20 die Quantenzahlen 7⁄2−, entsprechend einem Nukleon im Zustand 1f7/2 (siehe Isotopenliste):
- die ug-Kerne {\displaystyle {}_{17}^{35}\mathrm {Cl} _{18}}, {\displaystyle {}_{17}^{37}\mathrm {Cl} _{20}}, {\displaystyle {}_{19}^{39}\mathrm {K} _{20}} und {\displaystyle {}_{19}^{41}\mathrm {K} _{22}} (Protonenzahl 17 und 19) sowie die gu-Kerne  {\displaystyle {}_{16}^{33}\mathrm {S} _{17}}, {\displaystyle {}_{18}^{35}\mathrm {S} _{19}}, {\displaystyle {}_{18}^{35}\mathrm {Ar} _{17}} und {\displaystyle {}_{18}^{37}\mathrm {Ar} _{19}} (Neutronenzahl 17 und 19) haben die Quantenzahlen 3⁄2+,
- die ug-Kerne  {\displaystyle {}_{21}^{45}\mathrm {Sc} _{24}}, {\displaystyle {}_{21}^{47}\mathrm {Sc} _{26}}, {\displaystyle {}_{23}^{49}\mathrm {V} _{26}} und {\displaystyle {}_{23}^{51}\mathrm {V} _{28}} (Protonenzahl 21 und 23) sowie die gu-Kerne {\displaystyle {}_{18}^{39}\mathrm {Ar} _{21}}, {\displaystyle {}_{18}^{41}\mathrm {Ar} _{23}}, {\displaystyle {}_{20}^{41}\mathrm {Ca} _{21}} und {\displaystyle {}_{20}^{43}\mathrm {Ca} _{23}} (Neutronenzahl 21 und 23) haben die Quantenzahlen 7⁄2−.

Bei Nukleonenzahlen, die nicht so nahe bei einer magischen Zahl liegen, sind die Übereinstimmungen allerdings weniger ausgeprägt.
Bei doppelt-ungeraden Kernen koppeln nach dem Schalenmodell die Quantenzahlen beider ungepaarten Nukleonen. Welcher Gesamtspin durch vektorielle Addition auftritt, ist weniger vorhersagbar, wohl aber das Vorzeichen der Parität. Beispielsweise hat {\displaystyle {}_{19}^{38}\mathrm {K} _{19}} die Quantenzahlen 3+ und {\displaystyle {}_{19}^{40}\mathrm {K} _{21}} die Quantenzahlen 4−.

## Restwechselwirkung
Kerne mit Valenznukleonen außerhalb geschlossener Schalen werden mit einem Hamiltonoperator mit einer effektiven Nukleon-Nukleon-Restwechselwirkung zwischen den Valenznukleonen beschrieben, die über die Beschreibung durch ein mittleres Potential wie im ursprünglichen Schalenmodell hinausgeht. Die Restwechselwirkung ist angelehnt an die Wechselwirkung freier Nukleonen (mit realistischen Wechselwirkungspotentialen), aber nicht mit ihr identisch, da der Zustandsraum der Valenznukleonenkonfigurationen, in denen der Hamiltonoperator diagonalisiert wird, beschränkt ist. Schalenmodellberechnungen mit Berücksichtigung der Restwechselwirkung angelehnt an ein realistisches Nukleon-Nukleon-Potential führten Thomas Kuo und Gerald „Gerry“ Brown 1966 erstmals erfolgreich für die Kerne 18O und 18F aus; diese Kerne können als bestehend aus dem doppelt magischen Kern 16O mit zwei zusätzlichen Valenznukleonen angesehen werden. Dies war der erste Versuch, Kernstruktureigenschaften mit einer aus der freien Nukleon-Nukleon-Wechselwirkung abgeleiteten realistischen Potentialform (Hamada-Johnston-Potential) zu berechnen. Für die effektive Restwechselwirkung benutzten sie den Formalismus der G-Matrix von Keith Brueckner.
Verzichtet man auf die Beschreibung durch ein mittleres Feld aller Nukleonen, auch derer in abgeschlossenen Schalen, so erhält man die ab initio-Methode des Schalenmodells „ohne Kern“ (No-core shell model). Auch hier werden effektive, an realistische Potentiale freier Nukleonen (wie das Bonn-Potential) angelehnte Zweiteilchenwechselwirkungspotentiale verwendet, es müssen aber zusätzlich Dreiteilchenwechselwirkungen berücksichtigt werden.

## Geschichte
Das Schalenmodell wurde erstmals 1932 von Dmitri Iwanenko und Jewgeni Gapon vorgeschlagen. 1949 wurde es von Maria Goeppert-Mayer und unabhängig im gleichen Jahr von J. Hans D. Jensen und seinen Mitarbeitern Otto Haxel und Hans E. Suess ausgearbeitet. Goeppert-Mayer und Jensen erhielten dafür 1963 den Nobelpreis für Physik.
Dass das Schalenmodell trotz der starken Nukleon-Nukleon-Kraft (s. oben) sinnvoll anwendbar ist, wurde erst ab 1955 durch Keith Brueckner u. M. verständlich gemacht, die Näherungslösungen für das Vielkörperproblem entwickelten.
Schon in den 1950er Jahren wurden kollektive Effekte wie die rotierender Kerne berücksichtigt mit einem in Ellipsenform deformierten Potential für das Schalenmodell (Nilsson-Modell, nach Sven Gösta Nilsson).
Aage Bohr, Ben Mottelson sowie James Rainwater entwickelten das Schalenmodell weiter und erhielten „für die Entdeckung des Zusammenhangs zwischen kollektiver Bewegung und Teilchenbewegung in Atomkernen und die Entwicklung der Theorie der Struktur des Atomkerns auf der Grundlage dieses Zusammenhangs“ jeweils zu einem Drittel den Nobelpreis in Physik 1975.

### Originalarbeiten
- Maria G. Mayer: On Closed Shells in Nuclei. In: Physical Review. Band 74, Nr. 3, 1. August 1948, S. 235–239, doi:10.1103/PhysRev.74.235 (englisch).
- Maria Goeppert Mayer: On Closed Shells in Nuclei. II. In: Physical Review. Band 75, Nr. 12, 15. Juni 1949, S. 1969–1970, doi:10.1103/PhysRev.75.1969 (englisch).
- Maria Goeppert-Mayer: Nuclear configurations in the spin-orbit coupling model.
  - I. Empirical evidence. Phys. Rev. 78: 16 (1950).
  - II. Theoretical considerations. Phys. Rev. 78: 22 (1950).
- Maria Goeppert-Mayer,  J.H.D. Jensen: Elementary Theory of Nuclear Shell Structure. New York: John Wiley & Sons, 1955
- Otto Haxel, J.H.D. Jensen, H. E Suess: On the ‘magic numbers’ in nuclear structure. Phys. Rev. 75 (1949), 1766
- Haxel, Jensen, Suess: Zur Interpretation der ausgezeichneten Nukleonenzahlen im Bau des Atomkerns, Naturwissenschaften, Band 35, 1949, S. 376, Band 36, 1949, S. 153, 155
- Haxel, Jensen, Suess: Modellmäßige Deutung der ausgezeichneten Nukleonenzahlen im Kernbau, Zeitschrift für Physik, Band 128, 1950, S. 295–311
- Haxel, Jensen, Suess: Das Schalenmodell des Atomkerns, Ergebnisse der exakten Naturwissenschaften 26, 1952, S. 244–290

### Neuere Literatur
- Amos de Shalit, Igal Talmi: Nuclear Shell Theory, Academic Press 1963, Reprint bei Dover
- Xing-Wang Pan, Da Hsuan Feng, Michel Vallières (Hrsg.): Contemporary Shell Models, Proc. Int. Workshop Philadelphia 1996, Springer, Lecture notes in physics 482, 1997
- Xing-Wang Pan, T. T. S. Kuo, Michel Vallières, Da Hsuan Feng: Nuclear shell model calculations with fundamental nucleon-nucleon interactions, Physics Reports, Band 164, 1996, S. 311–323, Arxiv
- E. Caurier, G. Martinez-Pinedo, F. Nowacki, A. Poves, A. P. Zuker: The shell model as unified view of nuclear structure, Reviews of Modern Physics, Band 77, 2005, S. 427–488, Arxiv
- L. Coraggio u. a.: From Kuo-Brown to today's realistic shell model calculations, Nucl. Phys. A, Band 928, 2014, S. 43,  Arxiv